# ياح (ملكة)
ياح أو أعح أو إعح أو إيعح أو إياح ، هي ملكة مصرية قديمة غير حاكمة أو زوجة ملك ، عاشت في عهد الأسرة الحادية عشرة ، و هي ابنة ملك ، ربما انتف الثاني ، وأم الملك منتوحتب الثاني، و كانت كذلك زوجة الملك انتف الثالث.

## حياتها
القليل فقط معروف عن أصل و حياة أعح ، فقد حملت لقب ابنة الملك ، و ربما كان والدها هو الملك انتف الثاني ، و لكن هذا لا يزال أمراً محل نقاش. و اسمها هو إشارة إلى إياح (أعح)، إله القمر المصري.
كانت أعح متزوجة من الملك انتف الثالث ، على الرغم من أن لقب زوجة الملك لا يظهر بين ألقابها في النقوش ، وكان أطفالهما من هذا الزواج:
- الملك منتوحتب الثاني [3]
- الملكة نفرو الثانية[1]

و كأم للملك منتوحتب الثاني و الملكة نفرو الثانية ، كانت أعح جدة من ناحية الأم و الأب للملك منتوحتب الثالث.
و تظهر أعح على نقش صخري في شط الرجال واقفة وراء منتوحتب الثاني. أمام كل منهما يصور الإله الوالد الحبيب، ابن رع ، انتف و الخاتم الملكي و أمين الخزانة خيتي. كما أنها تظهر في المقبرة رقم TT319 من مقابر طيبة الخاصة بابنتها الملكة نفرو الثانية. و ذكرت كذلك على شظايا منقوشة من قبر نفرو و على نماذج توابيت ، حيث كتب : «نفرو، من أنجبتها أعح».

## ألقابها
- أم الملك المحبوبة.[1]
- كاهنة الإلهة حتحور.[1]
- ابنة الملك.[1]